# Парадельська гідроелектростанція
Параде́льська гідроелектроста́нція (порт. Barragem da Paradela) — гідроелектростанція на півночі Португалії, муніципалітеті Монталегре, парафії Парадела. Знаходячись вище за ГЕС Саламонде, становить верхній ступінь у каскаді на річці Каваду, яка тече в Атлантичний океан із гірської системи Peneda-Gerês.
При спорудженні станції річку перекрили кам'яно-накидною греблею з бетонним облицюванням висотою 112 метрів та довжиною 540 метрів, на спорудження якої пішло 2,7 млн м3 матеріалу. Вона утримує водосховище із площею поверхні 3,8 км2 та об'ємом 164 млн м3 (корисний об'єм 159 млн м3).
Машинний зал розташований майже за 9 км на захід від греблі, неподалік від початку наступного водосховища Саламонде. Подача води здійснюється через дериваційний тунель, що прямує через гірський масив лівобережжя Кавади, допоки не переходить у напірний водогін. Можливо відмітити, що невдовзі траса водогону сходиться з трасою іншої подібної споруди, яка веде з півдня до станції Венда-Нова (ділить із ГЕС Парадела майданчик для машинних залів).
Основне обладнання станції Парадела становить одна турбіна типу Френсіс потужністю 56 МВт, яка при напорі від 388 до 464 метри забезпечує виробництво 257 млн кВт·год електроенергії на рік.
Зв'язок з енергосистемою здійснюється по ЛЕП, що працює під напругою 165 кВ.